# Krigsåret 1924

## Pågående krig
- Andra italiensk-sanusiska kriget 1923–1931

## Händelser

### Augusti
- 28 augusti-5 september - Misslyckat georgiskt uppror mot Sovjetunionen.

### December
- 1 - Misslyckat kommunistiskt kuppförsök i Estland.